# Étainhus
Étainhus – miejscowość i gmina we Francji, w regionie Normandia, w departamencie Sekwana Nadmorska.
Według danych na rok 1990 gminę zamieszkiwało 926 osób, a gęstość zaludnienia wynosiła 113 osób/km² (wśród 1421 gmin Górnej Normandii Étainhus plasuje się na 265. miejscu pod względem liczby ludności, natomiast pod względem powierzchni na miejscu 451.).